# E3 Saxo Classic 2024
Das Straßenradrennen E3 Harelbeke 2024 war die 66. Austragung des belgischen Eintagesrennens. Das von Flanders Classics organisierte Rennen fand am 22. März 2024 statt und war Teil der UCI WorldTour 2024.
Mathieu van der Poel konnte das Rennen nach einem Angriff am Paterberg und einer darauffolgenden 44 Kilometer langen Alleinfahrt für sich entscheiden. Jasper Stuyven belegte den zweiten Platz. Titelverteidiger Wout van Aert beendete das Rennen nach einem Sturz kurz vor van der Poels Angriff auf dem dritten Rang.

## Teilnehmende Mannschaften und Fahrer
Neben den 18 UCI WorldTeams gingen auch 7 UCI ProTeams bei dem Rennen an den Start. Für jede Mannschaft waren sieben Fahrer startberechtigt.
Mit Wout van Aert (Team Visma-Lease a Bike), der die letzten beiden Austragungen gewann, sowie Kasper Asgreen (Soudal Quick-Step) starteten zwei ehemalige Sieger bei dem Eintagesrennen.
Bei der E3 Saxo Classic kam es zum ersten Aufeinandertreffen zwischen Mathieu van der Poel (Alpecin-Deceuninck) und Wout Van Aert im Rahmen der Starßenradsaison 2024. Die beiden Klassiker-Spezialisten galten als Top-Favoriten, wobei die Visma-Lease a Bike-Mannschaft mit Dylan van Baarle, Tiesj Benoot, Matteo Jorgenson und Jan Tratnik gleich mehrere potentielle Sieger in ihren Reihen hatte. Weitere Mitfavoriten waren Mads Pedersen, Jasper Stuyven (beide Lidl-Trek), Arnaud De Lie (Lotto Dstny), Julian Alaphilippe, Kasper Asgreen, Yves Lampaert (alle Soudal Quick-Step), Matej Mohorič, Fred Wright (beide Bahrain Victorious), Tim Wellens, Nils Politt (beide UAE Team Emirates), Biniam Girmay (Intermarché-Wanty), Michael Matthews (Jayco AlUla), Stefan Küng (Groupama-FDJ), Alberto Bettiol (EF Education-EasyPost), Oier Lazkano (Movistar Team), Jhonatan Narváez, Magnus Sheffield (beide Ineos Grenadiers), Oliver Naesen (Decathlon AG2R La Mondiale Team), Matteo Trentin (Tudor Pro Cycling Team) und Rasmus Tiller (Uno-X Mobility).
| UCI WorldTeams | UCI WorldTeams                  | UCI WorldTeams | UCI WorldTeams        | UCI WorldTeams | UCI WorldTeams            | UCI ProTeams | UCI ProTeams           |
| -------------- | ------------------------------- | -------------- | --------------------- | -------------- | ------------------------- | ------------ | ---------------------- |
| ADC            | Alpecin-Deceuninck              | EFE            | EF Education-EasyPost | DFP            | Team dsm-firmenich PostNL | BWB          | Bingoal WB             |
| ARK            | Arkéa-B&B Hotels                | GFC            | Groupama-FDJ          | JAY            | Team Jayco AlUla          | IPT          | Israel-Premier Tech    |
| AST            | Astana Qazaqstan Team           | IGD            | Ineos Grenadiers      | TVL            | Team Visma-Lease a Bike   | LDT          | Lotto Dstny            |
| TBV            | Bahrain Victorious              | IWA            | Intermarché-Wanty     | UAD            | UAE Team Emirates         | Q36          | Q36.5 Pro Cycling Team |
| BOH            | Bora-Hansgrohe                  | LTK            | Lidl-Trek             |                |                           | TFB          | Team Flanders-Baloise  |
| COF            | Cofidis                         | MOV            | Movistar Team         |                |                           | TUD          | Tudor Pro Cycling Team |
| DAT            | Decathlon AG2R La Mondiale Team | SOQ            | Soudal Quick-Step     |                |                           | UXM          | Uno-X Mobility         |

## Streckenführung
Die Strecke führte mit Start und Ziel in Harelbeke über 207,6 km und hatte sich im Vergleich zum Vorjahr kaum verändert. Nach dem Start ging es über Waregem, Oudenaarde und Zottegem nach Osten, ehe die Fahrer Richtung Süden nach Geraardsbergen fuhren. Diese ersten rund 70 Kilometer waren vorwiegend flach. Neben den drei Kopfsteinpflaster-Abschnitten Beaucarnestraat, Holleweg und Paddestraat wurde hier  mit dem Katteberg nur ein kurzer Anstieg überquert. Von Geraardsbergen führte die Strecke anschließend nach Westen in die flämischen Ardennen. Beginnend mit dem Kilometer 88 folgten nun mehrere Schleifen mit unterschiedlichen Anstiegen. Mit dem Taaienberg wurde meist rund 80 Kilometer vor dem Ziel das Finale eingeläutet, ehe eine Kombination aus Berg ten Stene, Boigneberg, Ellestraat und dem Stationsberg innerhalb von 15 Kilometern folgte. Rund 44 Kilometer vor dem Ziel erfolgte die Kombination aus Paterberg und Oude Kwaremont, ehe der weniger bekannten Anstieg der Karnemelkbeekstraat 33,3 Kilometer vor dem Ziel befahren wurde. Nach der Kopfsteinpflaster-Passage des Varent und stellte der Tiegemberg 21,5 Kilometer vor dem Ziel die letzten Schwierigkeit dar.
Insgesamt mussten 17 Hellingen (kurze Anstiege in Flandern) und 5 Kasseien (Kopfsteinpflaster-Passagen) passiert werden.
|                     | km    | Länge (m) | Steigung              | Kopfsteinpflaster | Anstieg |
| ------------------- | ----- | --------- | --------------------- | ----------------- | ------- |
| Beaucarnestraat     | 29,4  | 1200      |                       | ●                 |         |
| Katteberg           | 30    | 750       | ø 6 %, max. 11 %      | ●                 | ●       |
| Holleweg            | 31,5  | 1500      |                       | ●                 |         |
| Paddestraat         | 42,9  | 2300      |                       | ●                 |         |
| La Hoppe            | 88,7  | 1880      | ø 4,8 %, max. 10 %    |                   | ●       |
| Kanarienberg        | 94,9  | 1050      | ø 7,7 %, max. 14 %    |                   | ●       |
| Oude Kruisberg      | 102,8 | 800       | ø 4,8 %, max. 9 %     |                   | ●       |
| Knokteberg          | 110,6 | 1260      | ø 7 %, max. 13 %      |                   | ●       |
| Hotondberg          | 114,5 | 1200      | ø 4 %, max. 8 %       |                   | ●       |
| Kortekeer           | 121,6 | 1000      | ø 6,4 %, max. 17 %    |                   | ●       |
| Taaienberg          | 126,3 | 700       | ø 6,3 %, max. 16 %    | ●                 | ●       |
| Berg ten Stene      | 134,3 | 1300      | ø 5,2 %, max. 9 %     |                   | ●       |
| Boigneberg          | 139,5 | 1000      | ø 5,2 %, max. 12,3 %  |                   | ●       |
| Ellestraat          | 143,9 | 1400      | ø 4,4 %, max. 10 %    |                   | ●       |
| Stationsberg        | 148,7 | 700       | ø 3,2 %, max. 10 %    | ●                 | ●       |
| Mariaborrestraat    | 149,5 | 1300      |                       | ●                 |         |
| Kapelberg           | 159,6 | 750       | ø 7,1 %, max. 14 %    |                   | ●       |
| Paterberg           | 163,7 | 400       | ø 12,9 %, max. 20,3 % | ●                 | ●       |
| Oude Kwaremont      | 166,5 | 2200      | ø 4 %, max. 11,6 %    | ●                 | ●       |
| Karnemelkbeekstraat | 174,3 | 1530      | ø 4,9 %, max. 18 %    |                   | ●       |
| Varent              | 181,9 | 2000      |                       | ●                 |         |
| Tiegemberg          | 186,3 | 750       | ø 5,6 %, max. 9 %     |                   | ●       |
| Ziel                | 207,6 |           |                       |                   |         |

## Rennverlauf und Ergebnis
| Platz | Fahrer               | Nation | Team               | Zeit                   |
| ----- | -------------------- | ------ | ------------------ | ---------------------- |
| 01.   | Mathieu van der Poel | NED    | Alpecin-Deceuninck | 4:39:39 h (44,54 km/h) |
| 02.   | Jasper Stuyven       | BEL    | Lidl-Trek          | + 1:31 min             |
| 03.   | Wout van Aert        | BEL    | Visma-Lease a Bike | + 1:34 min             |
| 04.   | Tim Wellens          | BEL    | UAE Team Emirates  | + 1:48 min             |
| 05.   | Matteo Jorgenson     | USA    | Visma-Lease a Bike | + 1:50 min             |
| 06.   | Jhonatan Narváez     | ECU    | Ineos Grenadiers   | + 1:52 min             |
| 07.   | Nils Politt          | GER    | UAE Team Emirates  | + 2:48 min             |
| 08.   | Toms Skujiņš         | LAT    | Lidl-Trek          | "                      |
| 09.   | Vincenzo Albanese    | ITA    | Arkéa-B&B Hotels   | "                      |
| 10.   | Alex Kirsch          | LUX    | Lidl-Trek          | "                      |

## Vergabe der UCI-Punkte
Die E3 Saxo Classic 2024 war Teil der UCI WorldTour 2024. Nach dem Rennen wurden UCI-Punkte vergeben, die sich auf die Platzierung der Fahrer und Mannschaften im UCI Ranking auswirkten. Die Punktevergabe erfolgte nach folgendem Schlüssel:
| Platzierung  | 1.  | 2.  | 3.  | 4.  | 5.  | 6.  | 7.  | 8.  | 9. | 10. | Anmerkung                               |
| ------------ | --- | --- | --- | --- | --- | --- | --- | --- | -- | --- | --------------------------------------- |
| Tageswertung | 400 | 320 | 260 | 220 | 180 | 140 | 120 | 100 | 80 | 68  | gestaffelt bis zum 60. Platz (2 Punkte) |